# Pietro de Silvestri
Pietro de Silvestri  (né le 13 février 1803 à Rovigo, dans l'actuelle province du même nom en Vénétie, et mort le 19 novembre 1875 à Rome) est un cardinal italien du XIXe siècle.

## Biographie
Pietro de Silvestri exerce diverses fonctions au sein de la curie romaine, notamment à la Congrégation de l'Inquisition. 
Le pape Pie IX le crée cardinal lors du consistoire du 15 mars 1848. 
Le cardinal de Silvestri participe au concile de Vatican I en 1869-1870. Il est camerlingue du Sacré Collège en 1870-1871.

## Sources
- Fiche du cardinal Pietro de Silvestri sur le site fiu.edu